# Ivan Daniliants
Ivan Daniliants (scris și Danilianț în presa de limbă română; în rusă Ива́н Альбе́ртович Данилья́нц, transliterat: Ivan Albertovici Danilianț; n. 20 februarie 1953, Aşgabat, RSS Turkmenă, Uniunea Sovietică) este un fost fotbalist sovietic și actual antrenor de fotbal moldovean și austriac de origine turkmenă. În prezent este antrenor principal al clubului rus FC Rostov.

## Biografie
Ivan Daniliants s-a născut pe 20 februarie 1953 în Aşgabat, RSS Turkmenă, Uniunea Sovietică.
Între 1970—1974 a studiat la Universitatea Turkmenă de Stat, Facultatea Educație Fizică. A devenit fotbalist, jucând pe postul de fundaș. A debutat ca jucător profesionist în 1971 la clubul Köpetdag Aşgabat, pentru care, până în 1976 a jucat peste 100 de meciuri.
În 1981—1983 a obținut calificare de antrenor la Moscova, iar în 1993 a obținut licență UEFA de antrenor tip «A».
În 1991—1994 a antrenat echipa de copii și juniori a clubului de fotbal din Klagenfurt, Austria. În 1994—1997 a fost selecționer al Austriei pentru Carinthia, pe limitele de vârstă U-16 și U-18.
În 1998—1999 a fost antrenor principal al echipei naționale de fotbal a Republicii Moldova. În 1999 s-a reîntors în Austria, devenind director sportiv al clubului Austria Kärnten.
În 2000 a fost numit în funcția de antrenor al clubului Sheriff Tiraspol, dar, la scurt timp s-a reîntors din nou în Austria, unde în perioada 2001—2006 a activat ca director sportiv al clubului KAC.
În 2004 a obținut licență UEFA de tip «PRO». În perioada 2006—2009 Daniliants a fost director al departamentului de instruire și licențiere a antrenorilor după programa UEFA pe lângă Federația Moldovenească de Fotbal.
Din 2010 este responsabil de dezvoltarea echipei de tineret a clubului Rubin Kazan. După demisia lui Kurban Berdîev în 2013 de la cârma clubului, Daniliants a părăsit echipa împreună cu acesta. În ianuarie 2015 s-a alăturat staff-ului tehnic al lui Kurban Berdîev la FC Rostov. După ce în vara anului 2016 Berdîev a demisionat din funcția de antrenor al lui Rostov, pe 9 septembrie 2016, Daniliants a fost numit în funcția de antrenor principal al clubului.
Este căsătorit și are trei copii. În prezent este stabilit cu traiul în Klagenfurt, Austria. Deține cetățenia Austriei. Tatăl său, Albert Daniliants (Данильянц Альберт), la fel a fost fotbalist.